# Pablo Insúa
Pablo Insua Blanco (A Coruña, 9 september 1993) is een Spaans voetballer die doorgaans als centrale verdediger speelt. Hij verruilde Deportivo La Coruña in juli 2017 voor FC Schalke 04.

## Clubcarrière
Insua stroomde in 2012 door vanuit de jeugdopleiding van Deportivo La Coruña. Hij speelde met het tweede elftal van Deportivo in zowel de derde als de vierde hoogste divisie. Insua maakte zijn profdebuut op 25 november 2012, tegen Athletic Bilbao. Hij speelde de laatste tien minuten mee in een wedstrijd die op 1-1 eindigde.

## Erelijst
Spanje -19
- EK -19: 2012